# Volo CAAC Airlines 296
Il dirottamento del volo CAAC 296 avvenne il 5 maggio 1983, quando sei cittadini cinesi presero il controllo del volo 296 operato dall'Amministrazione dell'aviazione civile della Cina (CAAC). Si trattava di un volo nazionale dall'aeroporto Shenyang Dongta e diretto all'aeroporto di Shanghai-Hongqiao su un aereo Hawker Siddeley Trident 2E, che fu costretto ad atterrare nella base militare di Camp Page a Chuncheon, in Corea del Sud.
Al tempo dell'incidente, la Cina e la Corea del Sud non avevano relazioni diplomatiche: l'incidente contribuì così al primo contatto ufficiale non conflittuale tra i due paesi, prima dell'istituzione di una relazione diplomatica ufficiale, e fu un punto di svolta nella relazione tra i due stati. Negli incidenti successivi, la mutua ostilità tra i due stati nel processo di gestione cominciò a svanire e crebbero le buone intenzioni, gettando le fondamenta per l'avviamento formale delle relazioni diplomatiche tra le due nazioni nel futuro.

## L'incidente
Alle 10:47 del mattino del 5 maggio 1983, il volo CAAC 296 decollò dall'aeroporto di Shenyang Dongta in Manciuria diretto a Shanghai-Hongqiao, con 105 passeggeri e 9 membri dell'equipaggio a bordo. Verso le 11:32, quando l'aereo stava volando sopra Dalian, sei persone armate guidate da Zhuo Changren dirottarono il volo e ordinarono al pilota di cambiare rotta verso la Corea del Sud.. Quando il pilota si rifiutò, i militanti gli spararono una gamba con una pistola e ferirono anche l'operatore costringendoli a procedere come richiesto. Alle ore 14:10, l'aereo dirottato atterrò alla base militare statunitense K-47 di Camp Page vicino a Chuncheon, in Corea del Sud. Il portavoce del Ministero degli esteri cinese inviò immediatamente una richiesta ufficiale alle autorità sudcoreane per la restituzione dell'aereo insieme a tutti i membri dell'equipaggio e a tutti i passeggeri all'aviazione civile cinese, in conformità con le pertinenti disposizioni della Convenzione sull'aviazione civile internazionale, e consegnare i dirottatori alla parte cinese. Zhuo Changren e altri sei dirottatori hanno presentato una richiesta alle autorità coreane per consentire loro di disertare a Taiwan.
Il giorno dell'incidente, il vice portavoce del Dipartimento di Stato americano Longberg informò i giornalisti sul dirottamento: due membri dell'equipaggio feriti erano in cura presso l'ospedale 121 dell'esercito statunitense, mentre 99 passeggeri e i membri dell'equipaggio (5 uomini e 1 donna) erano stati rilasciati; infine i sei dirottatori furono arrestati dalle autorità sudcoreane. Lo stesso Longberg informò altresì che la cooperazione tra gli Stati Uniti e la Corea del Sud sarebbe stata effettuata in conformità con la Convenzione dell'Aia sui dirottamenti. Gu Zhenggang, presidente dell'Alleanza mondiale anticomunista di Taiwan, contattò la Corea del Sud lo stesso giorno, sostenendo che il dirottamento fosse un incidente puramente politico e che pertanto non avrebbe dovuto essere gestito in conformità con la Convenzione dell'Aia, chiedendo alla Corea del Sud di inviare i dirottatori a Taiwan. Anche il governo della Repubblica popolare cinese ha immediatamente costituito un gruppo di azione speciale pronto ad andare in Corea del Sud per assistere i negoziati. Xue Yu, l'ambasciatore della Repubblica Popolare Cinese in Corea del Sud, rilasciò una dichiarazione in cui affermava che il dirottamento costituiva la prova della "libertà del popolo anticomunista". Il 6 maggio, un portavoce del governo sudcoreano dichiarò che la Corea del Sud avrebbe gestito il dirottamento in conformità con lo spirito di un accordo internazionale per prevenire i dirottamenti aerei e le attività terroristiche, considerando anche la proposta di negoziati diretti tra Cina e Corea del Sud. il direttore dell'autorità dell'aviazione civile della Corea del Sud, Jin Cherong, riferì che Shen Tu, il direttore dell'amministrazione dell'aviazione civile cinese, aveva accettato di venire a Seul per gestire le questioni correlate.
Sebbene all'epoca la Corea del Sud e la Repubblica Popolare Cinese non avessero ancora stabilito relazioni diplomatiche, il governo sudcoreano organizzò adeguatamente la gestione dell'equipaggio e dei passeggeri dell'aereo dirottato, che vennero alloggiati all'albergo Sheraton nella periferia di Seul. L'albergo accolse gli ospiti cinesi dirottati e offrì anche piatti cinesi, coreani e giapponesi di alta qualità. Il Ministero dei trasporti coreano e l'Aeronautica Militare coreana inviarono tecnici esperti per ispezionare e riparare l'aereo. Il 7 maggio, il gruppo di lavoro dell'aviazione civile cinese e i membri dell'equipaggio guidati dallo Shentu furono accolti dal governo coreano con un tappeto rosso all'Aeroporto Internazionale di Seul-Gimpo, organizzando il soggiorno della delegazione cinese all'albergo Silla, dove, alle 16:10 dello stesso giorno, le due parti si incontrarono per la prima volta. Dopo i colloqui, Shen Tu e il suo gruppo si recarono in ospedale per visitare i  feriti e gli altri membri dell'equipaggio e i passeggeri all'albergo Sheraton. In seguito, la parte coreana offrì agli ospiti cinesi dirottati una visita turistica di Seul, durante la quale salirono sulla torre Namsan, visitarono le fabbriche e il grande magazzino della Samsung Electronics e furono accolti calorosamente dal governo sudcoreano.
L'8 maggio le due parti raggiunsero un accordo: i passeggeri e i membri dell'equipaggio sarebbero tornati in Cina con la delegazione il giorno successivo; l'aereo dirottato sarebbe stato restituito in Cina subito dopo la risoluzione dei problemi tecnici; il membro dell'equipaggio gravemente ferito sarebbe rimasto in Corea per essere curato, e poi sarebbe tornato in Cina. La principale differenza di posizioni tra le due parti fu la gestione dei dirottatori: i cinesi ne chiesero l'estradizione, ma i coreani rifiutarono la richiesta poiché fino ad allora non vi erano mai state estradizioni di prigionieri in conseguenza di dirottamenti avvenuti anche in altri paesi". La mattina, Shen Tu rilasciò a Seul una dichiarazione di gratitudine alla parte sudcoreana per aver fornito assistenza e comodità nel gestire l'incidente del dirottamento; allo stesso tempo, però, disse che i sei dirottatori erano criminali ricercati dalla polizia cinese già prima del dirottamento, e che quindi sarebbero dovuti essere restituiti alla parte cinese per essere puniti, rammaricandosi che la Repubblica di Corea non volesse estradare i dirottatori e si fosse riservata il diritto a ulteriori negoziati..
Al momento della stesura del memorandum, si verificarono altre divergenze tra Cina e Corea del Sud in merito al potere di rappresentanza del firmatario cinese, cosicché il viaggio di ritorno originariamente previsto per il 9 maggio dovette essere rinviato di un giorno. I sudcoreani ritenevano infatti che Shen Tu fosse membro del Comitato Centrale del Partito Comunista Cinese e rappresentante del governo cinese, mentre il Direttore dell'Amministrazione dell'aviazione civile cinese fosse un funzionario a livello ministeriale. Pertanto, le due parti avrebbe dovuto riflettersi nel memorandum di negoziato tra i ministri cinese e sudcoreano. I cinesi però insistettero che la loro firma del memorandum fosse fatta a nome delle autorità dell'aviazione civile, senza la necessità di utilizzare i nomi dei paesi; i cinesi suggerirono anche di utilizzare il nome ufficiale del paese coreano nel memorandum riservato al governo sudcoreano, ma di non utilizzare il nome del paese coreano nel memorandum riportato dalla parte cinese. Tuttavia, la Repubblica di Corea respinse la proposta cinese con la motivazione che "ignorare il luogo dei negoziati" sarebbe stata come ignorare l'esistenza di uno "Stato sovrano". Dopo ulteriore discussione fra i rappresentanti cinesi e quelli coreani, le due parti trovarono finalmente un accordo, firmando e scambiandosi il memorandum finale all'albergo Silla il 10 maggio. I firmatari del memorandum furono rispettivamente Shen Tu dell'Amministrazione generale dell'aviazione civile della Repubblica Popolare Cinese e "Il primo ufficiale del Ministero degli Affari Esteri della Repubblica di Corea". Nel pomeriggio dello stesso giorno, Shen Tu e gli altri delegati cinesi ritornarono in Cina con un aereo Boeing 707, con 99 passeggeri e 8 membri dell'equipaggio del volo 296. Al momento della partenza, alti funzionari coreani come Gong Ro-myeong arrivarono all'aeroporto per vedere l'aereo. Prima di partire, Shen Tu tenne un discorso ai giornalisti, in cui espresse la sua gratitudine alla Corea del Sud per l'assistenza e l'attenzione prestata al dirottamento. Sebbene le due parti non fossero d'accordo sul trattamento dei dirottatori, entrambe le parti convennero che questi criminali sarebbe dovuti essere severamente puniti secondo la legge.

## Condanna dei dirottatori
Il 20 maggio 1983, la procura locale di Seul arrestò ufficialmente i sei dirottatori, condannandoli il successivo 1º giugno per aver violato la normativa sulla navigazione aerea. Secondo la Convenzione dell'Aia, la Convenzione di Montréal e la legge sulla sicurezza della navigazione aerea coreana, coloro i quali dirottano un aeromobile per mezzo di violenza o minacce sono condannati ad almeno sette anni di carcere, mentre coloro i quali uccidono o infliggono ferite dovevano essere condannati a morte o ad un tempo indefinito in carcere. Tuttavia, sotto la pressione del governo cinese, il 18 agosto il tribunale di Seul condannò Zhu Changren, capo dei dirottatori, a sei anni di reclusione, mentre gli altri dirottatori furono condannati a pene di cinque o quattro anni di prigione. La parte cinese si disse insoddisfatta per questa sentenza.
Il 13 agosto 1984, le autorità giudiziarie coreane annunciarono che sei dirottatori avevano smesso di scontare la loro pena, venendo infine lasciati liberi di andare a Taiwan. Il giorno successivo, il portavoce del ministero degli Esteri cinese rilasciò una dichiarazione in cui affermava che la parte sudcoreana aveva "ceduto alla pressione delle autorità di Taiwan di rilasciare in anticipo i sei criminali", e che la Cina era "estremamente insoddisfatta e indignata, e ha espresso solenni proteste". I sei dirottatori vennero soprannominati "Liu Yishi" (六義士) a Taiwan, dove furono accolti con grandi onori come eroi anticomunisti. Tuttavia, nel giugno del 1991, a seguito di investimenti finanziari falliti, Zhuo Changren e Jiang Hongjun rapirono e uccisero il vicedirettore dell'Ospedale del Catai Pacifico a Taiwan: per questo furono condannati a morte e fucilati il 10 agosto 2001.
Riguardo agli altri dirottatori, nel 2011 Gao Dongping sposò Zhuo Changren, con cui formò una famiglia a basso reddito. Wang Yanda divenne direttore di una azienda biochimica. An Weijiani fondò il Centro di educazione sociale municipale di Taipei e lavorò come funzionario dell'Istituto sportivo di Taipei. Wu Yunfei lavorò presso la società elettrica di Taiwan.

## Effetto sul rapporto tra Cina e Corea del Sud
Nell'agosto 1983 fu raggiunto un accordo per permettere agli aerei civili cinesi di attraversare la zona di volo della Repubblica di Corea. Fu anche l'occasione per iniziare un dialogo tra la Repubblica di Corea e la Repubblica Popolare Cinese in settori non politici come l'educazione fisica, la cultura e il turismo. Sotto l'influenza del formale contatto diplomatico, i tennisti coreani parteciparono per la prima volta alla Coppa Davis nel febbraio 1984. A marzo, la Repubblica Popolare Cinese permise ai parenti separati dal confine di incontrarsi fra loro e nel mese di aprile la squadra nazionale di pallacanestro della Cina visitò per la prima volta la Repubblica di Corea. Le relazioni generali tra le due repubbliche migliorò e ciò porto all'istituzione di una relazione diplomatica formale nel 1992.